# Hans Peter Hansen (politiker)
Hans Peter Hansen, född 6 oktober 1872 i Ringkøbing, död 17 januari 1953 i Charlottenlund, Danmark, var en dansk politiker.
Hans Peter Hansen började som grovarbetare, blev sedan journalist i socialdemokratiska landsortstidningar och var 1902–1919 redaktör för Vestsjællands Socialdemokrat. 1913 blev han medlem av Folketinget och var 1924–1932 dess talman. Hansen specialiserade sig på skolfrågor, kommunala och sociala ärenden och var 1932–1937 medlem av Thorvald Staunings regering, 1932–1933 som försvarsminister, 1933–1937 som finansminister, varvid det föll på hans lott att samordna de olika krisförordningarna och valutaregleringen. Hansen var 1945 ordförande i parlamentariska kommissionen, 1941–1945 medlem av utrikespolitiska nämnden och 1942–1945 ordförande i danska interparlamentariska gruppen. Hansen var ordförande i Nationalføreningen til Tuberkulosens Bekæmpelse.